# Feuilleea tenuis
Feuilleea tenuis là một loài thực vật có hoa trong họ Cucurbitaceae. Loài này được (Vell.) Kuntze mô tả khoa học đầu tiên năm 1891.